# 복각

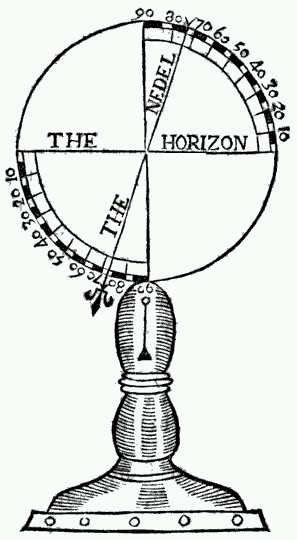
복각을 묘사한 것.

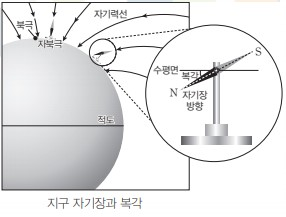

복각(伏角, magnetic dip)은 지구 자기의 3요소로, 지구 상의 한 지점에 작용하는 나침반의 자침(지구 자기장의 방향)이 수평면과 이루는 각을 복각이라고 한다. 복각이 0인 지역을 자기 적도(磁氣赤道, magnetic equator), +90°인 지점을 자북극, -90°인 지점을 자남극이라고 한다.

## 같이 보기
- 편각 (지구과학)
- 남대서양 변칙